# 高坪镇 (浏阳市)
高坪为中国湖南省浏阳市下辖镇，由原高坪乡、船仓乡、石湾乡和杨潭乡于1995年合并设立。高坪位于浏阳市中部，辖域西与浏阳市城区接壤，北与关口街道、古港镇毗邻。东北与永和镇交界。南连中和和澄潭江镇。全镇辖域总面积257.5平方公里，总人口33,694人(2000年人口普查)，下辖16个行政村、1个社区。

## 现行行政区划
全镇下辖1个社区、16个行政村，分别为高坪社区，杨潭村、南花园村、船仓村、石湾村、河西村、向阳村、新建村、南枫村、志民村、沿甸村、大坪村、株树桥村、马鞍村、桃花村、双江村和三合水村。